# Celui qui mène les fleuves à la mer
Celui qui mène les fleuves à la mer est le douzième tome de la série de bande dessinée Jonathan, il est dédié à l'ensemble du peuple tibétain. Jonathan aide deux jeunes tibétains menacés à fuir leur pays. Claude B. Levenson, dans la préface fait un historique et un état des lieux de l'occupation chinoise au Tibet.
À chaque album de la série est associée une liste de musiques d'ambiance. Pour ce tome : 
- Monastère de Ganden à Mundgod/East West Records : Sacred Healing Chants of Tibet

## Personnages
- Jonathan
- Geshe Dorge : maître tibétain, exilé en Angleterre, il est devenu producteur de musiques traditionnelles asiatiques
- Tsarong : frère de Dorge, moine tibétain, opposant à l'occupation chinoise, il est en camp de rééducation par le travail
- Jigme Kyé : grand maître tibétain, mélomane, il enseigne aussi la musique. Il a eu Tsarong, Dorge et Yamtzung pour disciples. Jonathan a fait de la musique avec eux. D'un voyage en Europe dans les années 1940, il a ramené des malles pleines d'instruments.
- Yamtzung : "la Voix", chanteuse exceptionnelle. Ses parents, résistants ont été tués par les chinois. Arrêtée alors qu'elle tentait de passer la frontière. Les mauvais traitements lui ont fait perdre la vue. Elle a été enrôlée dans la chorale d'une académie militaire chinoise.
- Colonel Jung Lan : jeune femme chinoise, responsable de l'académie militaire de Yamtzung. Elle a une étoile sertie dans une dent. Ses parents ont été victimes de la Révolution culturelle, elle a connu et aimé le poète Li Fu.
- Li Fu : poète chinois, son livre « Celui qui mène les fleuves à la mer » a été censuré, il n'est jamais sorti en Chine. Il participe aux manifestations de la place Tianammen. Arrêté, il meurt sous la torture.

## Résumé
À Bodnath, au Népal, Jonathan croise son ami Dorge, désormais installé en Angleterre où il est devenu producteur de musiques traditionnelles. Ils font le tour de leurs connaissances communes. Dorge charge Jonathan de retrouver Yamtzung, chanteuse exceptionnelle qu'il voudrait enregistrer. 
Jonathan se rend à Lhassa. En chemin, il observe les conséquences de l'occupation chinoise : temples dévastés, présence d'une armée d'occupation. Il se souvient des moments passés à faire de la musique avec Dorge, son frère Tsarong, Yamtzung et leur maître spirituel Kyé. Jonathan rencontre le colonel Lan, une jeune Chinoise qui est responsable de la garnison de Yamtzung. Jonathan est frappé par sa ressemblance avec une héroïne du poète dissident Li Fu. Mais Yamtzung a disparu, elle a profité d'une permission pour tenter de rejoindre la frontière. Le colonel Lan donne 24 heures à Jonathan pour ramener la chanteuse, elle menace sinon d'arrêter les plus proches amis de la jeune femme.
Yamtzung et Tsarong ont trouvé refuge auprès de Jorge. Pour leur faire quitter le pays, Jorge donne son passeport à son frère qui va se faire passer pour lui. Entre-temps, le colonel Lan apprend la mort sous la torture du poète Li Fu, qu'elle n'a jamais cessé d'aimer. Elle procure un passeport à Yamtzung, projette de s'exiler elle aussi. Le soir du concert, elle est arrêtée par la police chinoise.

### Documentation
- Laurent Mélikian, « La Rythmique des hauts plateaux », BoDoï, no 2,‎ octobre-novembre 1997, p. 52.